# Vicky Peña
Vicky Peña, nata Maria Victòria Peña Carulla (Barcellona, 11 gennaio 1954), è un'attrice spagnola.

## Filmografia parziale

### Cinema
- Cambio di sesso (Cambio de sexo), regia di Vicente Aranda (1977)
- L'orgia, regia di Francesc Bellmunt (1978)
- Colpo di stato. Spagna 18 luglio 1936 (Dragón Rapide), regia di Jaime Camino (1986)
- Werther, regia di Pilar Miró (1986)
- La casa di Bernarda Alba (La casa de Bernarda Alba), regia di Mario Camus (1987)
- El placer de matar, regia di Félix Rotaeta (1988)
- Diario de invierno, regia di Francisco Regueiro (1988)
- Il lungo inverno (El largo invierno), regia di Jaime Camino (1992)
- Entre rojas, regia di Azucena Rodríguez (1995)
- La buena vida, regia di David Trueba (1996)
- Segreti del cuore (Secretos del corazón), regia di Montxo Armendáriz (1997)
- Marquise, regia di Véra Belmont (1997)
- Morir (o no), regia di Ventura Pons (2000)
- Sé quién eres, regia di Patricia Ferreira (2000)
- Piedras, regia di Ramón Salazar (2002)
- Smoking Room, regia di Roger Gual e Julio D. Wallovits (2002)
- Las voces de la noche, regia di Salvador García Ruiz (2003)
- El principio de Arquímedes, regia di Gerardo Herrero (2004)
- Joves, regia di Carles Torras e Ramon Térmens (2004)
- Las manos, regia di Alejandro Doria (2006)
- Little Ashes, regia di Paul Morrison (2008)
- El cónsul de Sodoma, regia di Sigfrid Monleón (2009)
- El perfecto desconocido, regia di Toni Bestard (2011)
- El muerto y ser feliz, regia di Javier Rebollo (2012)
- El apóstata, regia di Federico Veiroj (2015)
- 7 raons per fugir, registi vari (2019)
- Libertad, regia di Clara Roquet (2021)
- La abuela, regia di Paco Plaza (2021)
- Esperando a Dalí, regia di David Pujol (2023)

### Televisione
- Novela - serie TV, 9 episodi (1976)
- La señora García se confiesa - serie TV, 4 episodi (1976-1977)
- Lletres catalanes - serie TV, 9 episodi (1975-1978)
- Novel·la - serie TV, 8 episodi (1979-1980)
- Poble Nou - serie TV, 16 episodi (1994)
- Para qué sirve un marido - serie TV, 13 episodi (1997)
- Manolito Gafotas - serie TV, 13 episodi (2004)
- 20-N: Los últimos días de Franco - film TV (2008)
- Nit i dia - serie TV, 13 episodi (2016)
- Laia - film TV (2016)
- Sei sorelle (Seis hermanas) - serie TV, 254 episodi (2015-2017)
- 14 de abril. La República - serie TV, 6 episodi (2011-2018)
- Un nuevo amanecer - serie TV, 7 episodi (2024)

## Premi
- Lleida Latin-American Film Festival
  - 2015: "Jordi Dauder Award"
- Festival del cinema di Stoccolma
  - 2002: "Best Actress" (Piedras)
- Premi Sant Jordi
  - 2021: "Premio alla carriera"
- Premi Butaca 
  - 2002: "Millor actriu catalana de cinema" (Piedras)
- Premi Gaudí
  - 2012: "Millor Actriu Secundària" (Catalunya über alles!)